# 院朝
院朝（いんちょう、生没年不詳）は、 平安時代後期に活動した院派の仏師。院助の実子または弟子で、院覚の実弟または弟弟子。六条万里小路仏所の祖。定朝を最初期に評価し後世定朝様とよばれる様式を確立した人物の一人。

## 経歴
長承3年（1134年）、院覚とともに定朝の作品を実測した。保延5年（1139年）には、院覚から法橋を譲られ、久寿2年（1155年）頃までに法眼に昇進、永暦2年（1161年）頃までには仏師としては異例の高位である法印に上ったという。後代仏師の地位が上げる礎を築いた。

## 作品
確実な現存作品はないが、以下の記録がのこる。
- 保延5年（1139年）、法金剛院の塔内に仏像を造立。
- 康治元年（1142年）、白河御所の八尺阿弥陀如来の三尊像を造立。
- 康治2年（1143年）、関白藤原頼長の発願による等身妙見菩薩像を造立。
- 久寿2年（1155年）、最勝金剛院に丈六阿弥陀如来像を造立。